# Kanami
Kanami este  o companie producătoare de CD-uri din România.
A fost înființată în anul 1999, fiind prima companie de acest fel din România.
În anul 2006, compania avea două linii de producție și fabrica în fiecare an peste șase milioane de CD-uri.
În mai 2006, Kanami a fost cumpărată de firma germană Optical Disc Service GmbH pentru o sumă estimată la circa trei milioane de euro.
Cifra de afaceri în 2005: 3 milioane euro